# 孫星衍

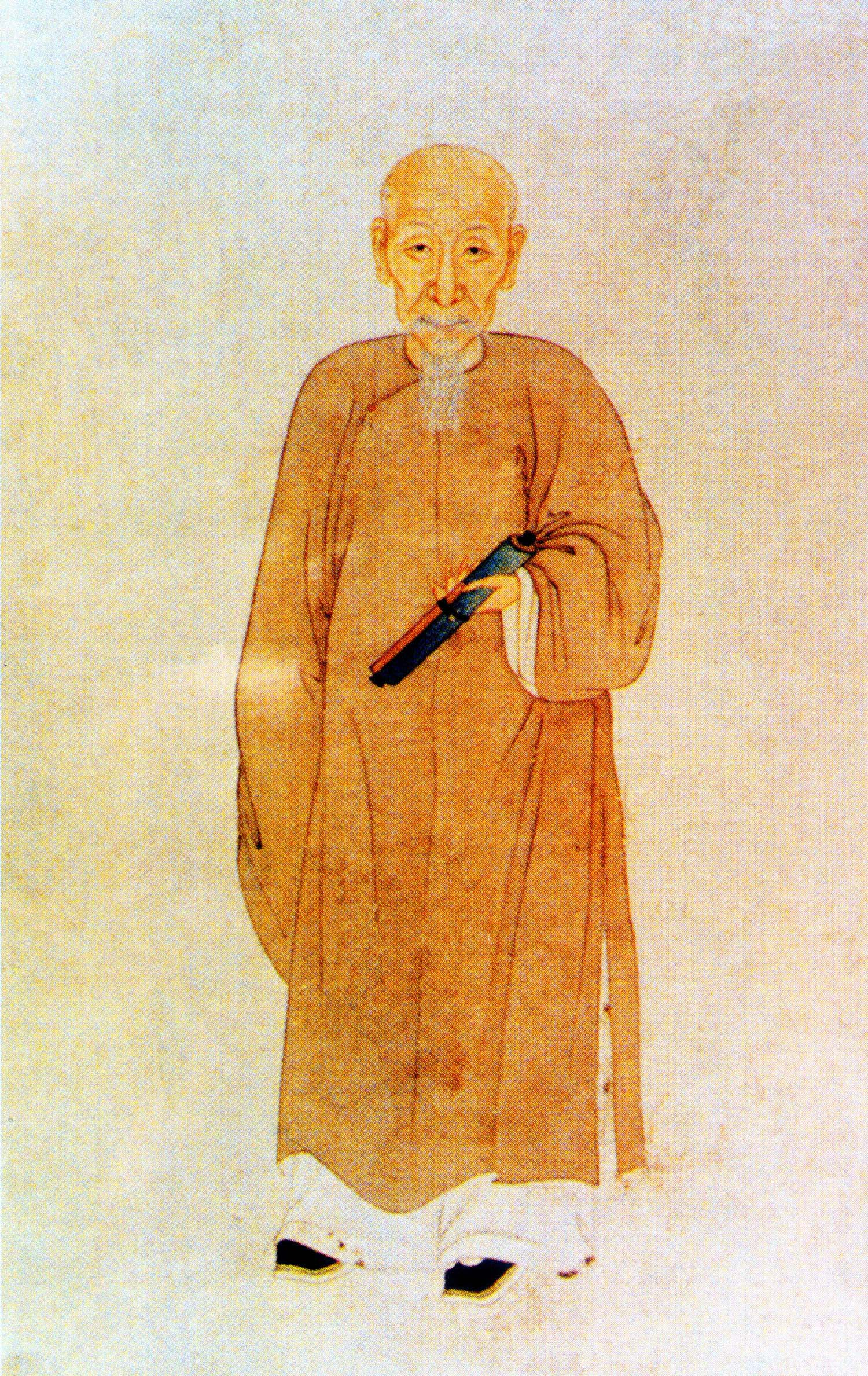

孫 星衍（そん せいえん、1753年 - 1818年）は、中国清の官僚・学者。字は淵如、号は季逑。常州府陽湖県の出身。その著書『尚書今古文注疏』は『尚書』に関する清朝考証学の集大成として知られる。

## 生涯
曾祖父に明末の礼部代理尚書の孫慎行。孫子の遠い子孫であると自称している。
1787年に榜眼の成績で進士に及第した。1795年から山東省兗沂曹済道の道員の官についた。1799年に母の喪のために故郷に帰り、浙江巡撫であった阮元の招きにより、杭州の詁経精舎で教えた。三年の喪があけると山東に戻った。1807年に権布政使に昇任し、1811年に病気のため辞任した。
孫星衍は詩人としても優れ、袁枚は「天下の奇才」と呼んだ。孫星衍は1771年に結婚し、妻の王采薇も詩をよくしたが、わずか24歳で病死した。王采薇の詩集である「長離閣集」は孫星衍の『平津館叢書』に収められている。

## 著作
孫星衍の代表的な著書は『尚書今古文注疏』30巻で、1794年に作業を開始し、1815年に完成した。閻若璩以来、古文尚書と呼ばれるものが後世の偽作であることが明かになっていたので、古文の部分は『史記』をはじめとする書籍から本来のテキストを復元し、漢代以来の注を集め、さらに疏を加えたもので、現在も『尚書』研究上の重要な文献である。
ほかに、『孫氏周易集解』、『孔子集語』、『寰宇訪碑録』などの著書がある。
孫星衍は蔵書家でもあり、多くの書物を校訂・出版した。孫星衍が編集した叢書に『平津館叢書』・『岱南閣叢書』がある。